# Moraea albiflora
Moraea albiflora är en irisväxtart som först beskrevs av Gwendoline Joyce Lewis, och fick sitt nu gällande namn av Peter Goldblatt. Moraea albiflora ingår i släktet Moraea och familjen irisväxter. Inga underarter finns listade i Catalogue of Life.